# نرم‌چوب

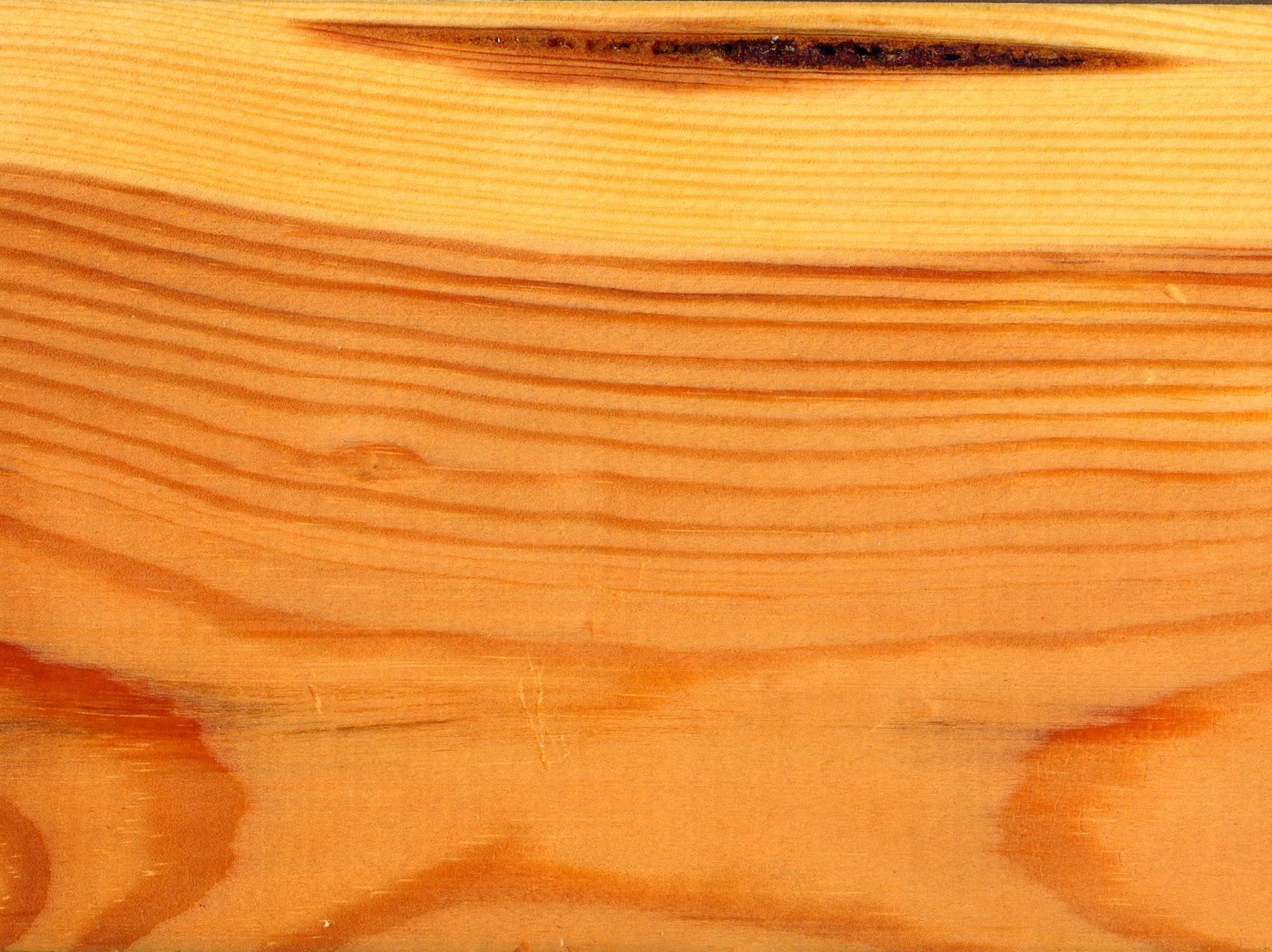
نمونه یک نرم‌چوب، چوب درخت کاج

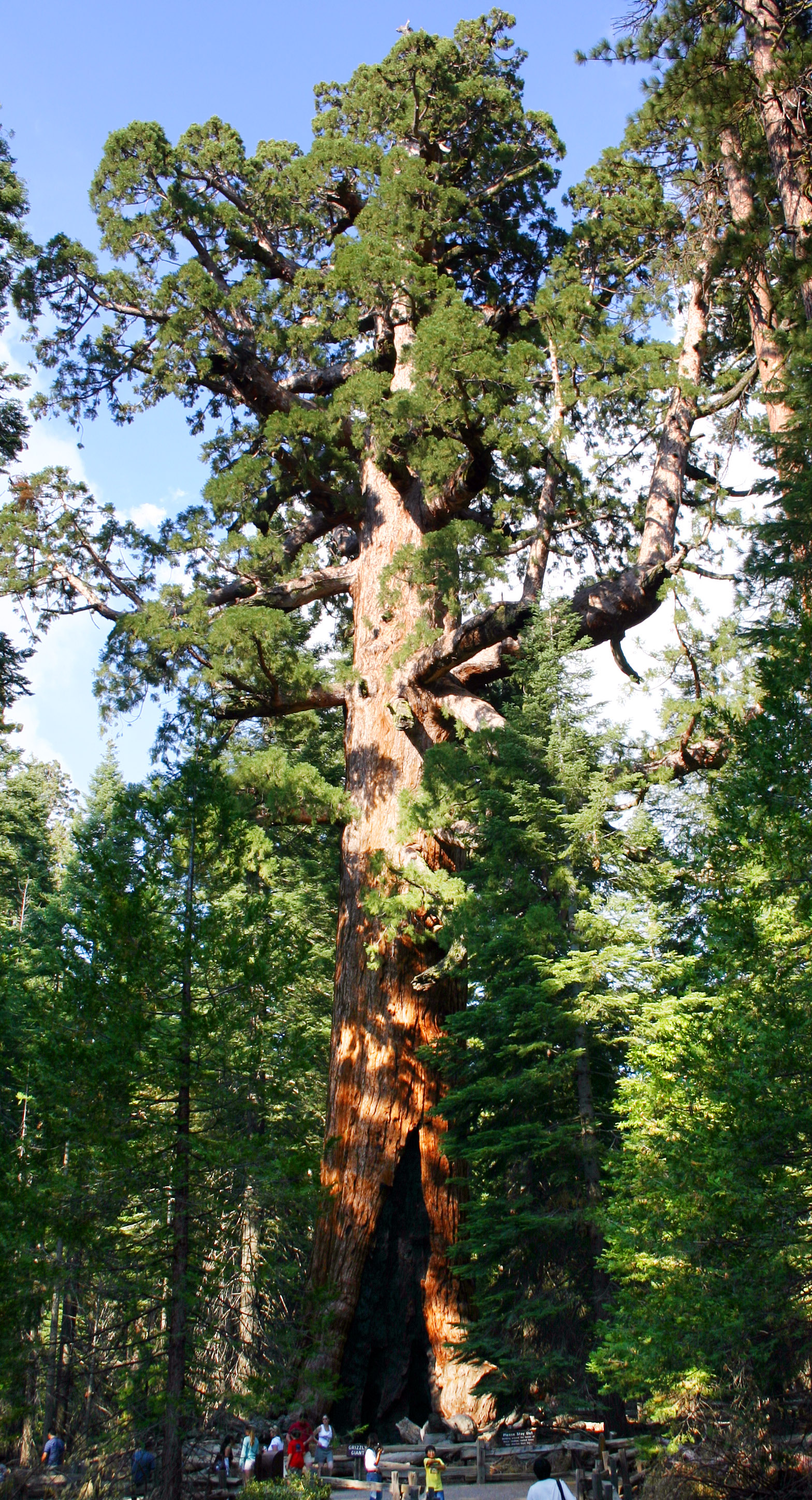
سکویا از درختان نرم چوب

نرم‌چوب یا چوب نرم (به انگلیسی: Softwood) اصطلاحی است برای نامیدن چوب و الوار درختان سوزنی‌برگ. درختان سوزنی‌برگ معمولاً همیشه‌سبز هستند. انواع کاج، سرو، نراد، سرخدار، سکویا و سدر جزو سوزنی‌برگان به‌شمار می‌آیند.
۸۰٪ از الواری که در جهان تولید و دادوستد می‌شود از درختان نرم‌چوب به‌دست می‌آید. مراکز اصلی و سنتی تهیه و تولید این الوار در جهان، اسکاندیناوی، روسیه، و آمریکای شمالی است. در مقابل نرم‌چوب، اصطلاح «سخت‌چوب» قرار دارد که برای نامیدن چوب درختان پهن‌برگ به کار می‌رود.
چوب‌هایی که نرم‌چوب نامیده می‌شوند، لزوماً نرم‌تر از سخت‌چوبان نیستند، هرچند در بیشتر موارد چنین است. چوب درخت بالسا که «سخت‌چوب» شمرده می‌شود سبک‌ترین چوب تجاری جهان است و از چوب بسیاری از سوزنی‌برگان نرم‌تر است. با این‌حال برخی از سخت‌چوبان از همه چوب‌های نرم، سخت‌تر و متراکم‌تر هستند.

## سودمندی‌ها

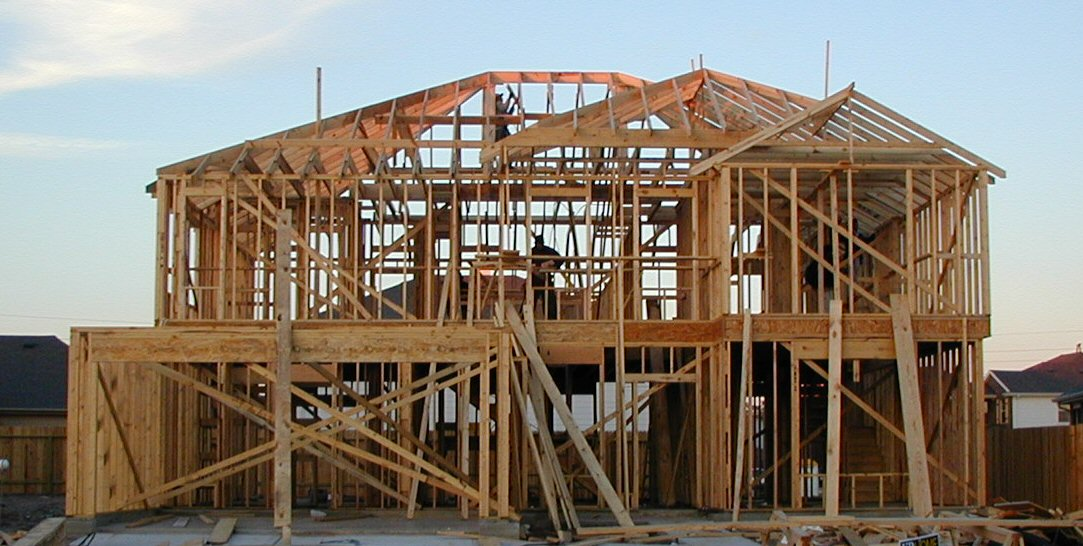
خانه‌ای در آمریکا که با نرم‌چوب وارداتی از کانادا در حال ساخت است.

به‌طور کلی کار کردن با نرم‌چوب آسان است و از آن استفاده‌های گوناگونی می‌شود، مانند:
- ماده اولیه بسیاری از کارهای نجاری و ساختمان‌سازی
- مبلمان‌سازی (میز، مبل، صندلی و …)
- ماده اولیه صنعت کاغذسازی